# 파파르델레
파파르델레(이탈리아어: pappardelle, 단수: pappardella 파파르델라[*])는 이탈리아의 파스타이다. 크고 넓은 페투치네의 형태이다. 그 이름은 "게걸스레 먹다"를 뜻하는 이탈리아어 동사 "pappare"에서 유래했다. 신선한 파파르델레는 너비가 3cm 정도 되며 가장자리에 홈을 판다. 달걀 반죽을 하여 말린 파파르델레는 양쪽 모두가 울퉁불퉁한 것 없이 직선의 형태가 된다. 이런 방식으로 만든 파스타는 탈리아텔레와 유사하며 순한 돼지고기 육수와 토끼고기 육수를 기본으로 쓴다. 파스타의 모양이 이탈리아에서는 아주 흔해서 이 모양으로 축제를 상징하기도 한다. 예를 들어 에밀리야로마냐 지역의 제마노 지역에서 열리는 사그라 델 파파르델레 알 신키알레 축제는 매년 8월에 열린다.

## 요리
- 깔라브리아 지방식 빠빠르델레 : 이탈리아 남부 깔라브리아 지방의 파스타. 엄청난 양의 고추가 들어 있어 먹었을 때 입 안에서 폭발적인 매운 맛을 느낄 수 있는 은두야 살라미를 이용한 것이 특징이다.[1]